# Orbit-iEX
Die Orbit-iEX war die bedeutendste Computermesse der Schweiz. Die Orbit, wie sie kurz genannt wurde, fand jährlich in Zürich statt. Sie ist aus einem Zusammenschluss der beiden vorherigen Messen Orbit und Internet-Expo (iEX) entstanden.
Gemeinsam unter der Bezeichnung ICT-Messe (von englisch information and communication technology ‚Informations- und Kommunikationstechnologie‘) fand dieses Konzept erstmals vom 24. bis 27. Mai 2005 statt. Die Gründe zum Zusammenschluss lagen auf der Hand, da sich Computertechnik und Internet kaum voneinander trennen lassen und sich in vielen Bereichen überschneiden.

## Geschichte der Orbit
Seit 1992 fand in Basel jährlich die Computermesse Orbit statt, welche immer als Schweizer Pendant zur CeBIT galt. Im Jahr 2000 tat man sich mit der COMDEX zusammen, einer ebenfalls jährlich stattfindenden Computermesse in Las Vegas, genannt Comdex Fall. Unter dieser Vereinigung und mit dem Namen Orbit/Comdex Europe wollte man besonders die IT-Fachleute ansprechen. Sie wurde somit als B2B-Computermesse ausgelegt. Den bisher enthaltenen Homebereich lagerte man in eine zweite separate Messe, der Orbit-Home, nach Zürich aus.

### Messedaten
- 1996: Orbit vom 8. bis 12. Oktober
- 1997: Orbit vom 23. bis 27. September
- 1998: Orbit vom 22. bis 26. September
- 1999: Orbit vom 21. bis 25. September
- 2000: Orbit Comdex vom 26. bis 29. September
- 2001: Orbit Comdex vom 25. bis 28. September
- 2002: Orbit Comdex vom 24. bis 27. September
- 2003: Orbit Comdex vom 24. bis 27. September
- 2004: ausgefallen (geplant war 21. bis 24. September)
- 2005: Orbit-iEX vom 24. bis 27. Mai
- 2006: Orbit-iEX vom 16. bis 19. Mai
- 2007: Orbit-iEX vom 22. bis 25. Mai
- 2008: Orbit-iEX vom 20. bis 23. Mai
- 2009: Orbit vom 12. bis 15. Mai (Namensänderung)

## Geschichte der iEX
Die Internet Expo fand bis vor ihren Zusammenschluss seit 1998 in Zürich-Oerlikon statt und galt als grösste Schweizer Messe rund um das Internet. Sie wurde 2009 zum letzten Mal ausgetragen. Für 2010 war die Community36 als 36-stündiger Event geplant aber nicht realisiert. Gegründet wurde die Community36 am 14. Mai 2009. Als C36daily wurde ein Newsletter für die IT-Szene betrieben. Unter neuem Namen aiciti wurde die Unterstützung der topsoft gesucht – die neue IT-Messe zusammen mit der topsoft fand ein einziges Mal vom 10. bis 12. Mai 2011 statt.